# American Honey
American Honey es una película britano-estadounidense de drama y road movie, escrita y dirigida por Andrea Arnold. Es protagonizada por Sasha Lane, Shia LaBeouf y Riley Keough. Es la primera película de Arnold en realizarse y rodarse fuera del Reino Unido.
La película fue seleccionada para competir por la Palma de Oro en el Festival de Cannes 2016. En Cannes ganó el Premio del Jurado. La película se estrenó en Estados Unidos el 30 de septiembre de 2016 por A24. En el Reino Unido se presentó al público el 14 de octubre de 2016 por Universal Pictures y Focus Features.

## Reparto
- Sasha Lane como Star.
- Shia LaBeouf como Jake.
- Arielle Holmes como Pagan.
- Riley Keough como Krystal.
- McCaul Lombardi como Corey.
- Crystal B. Ice como Katness.
- Chad McKenzie Cox como Billy.
- Garry Howell como Austin.
- Kenneth Kory Tucker como Sean.
- Raymond Coalson como JJ.
- Isaiah Stone como Valium.
- Dakota Powers como Runt.
- Shawna Rae Moseley como Shunta.
- Christopher David Wright como Riley.
- Verronikah Ezell como QT.
- Will Patton como Backseat.

## Producción

### Rodaje
En mayo de 2015 se reportó que el rodaje había iniciado en Muskogee, Okmulgee y Norman. A finales de mayo de 2015, se informó que la producción se encontraba en Mission Hills y en áreas de la Ciudad de Kansas y la policía de Missouri Valley afirmó que también se había filmado la película en su ciudad.